# Tricorythus varicauda
Tricorythus varicauda is een haft uit de familie Tricorythidae. De wetenschappelijke naam van de soort is voor het eerst geldig gepubliceerd in 1843 door Pictet.
De soort komt voor in het Afrotropisch gebied.